# Militärgrenze
Die Militärgrenze (veraltete Schreibweise Militär-Gränze, lateinisch confinium militare, serbokroatisch Војна крајина Vojna Krajina) war die Bezeichnung für das vom 16. bis zum 19. Jahrhundert militärisch organisierte Grenzgebiet des Habsburgerreiches zum Osmanischen Reich in Südosteuropa. Zur Zeit ihrer größten Ausdehnung im Jahre 1850 umfasste die Militärgrenze ein Gebiet von 50.000 Quadratkilometern und erstreckte sich zuletzt über eine Länge von 1850 km.
Sie bestand aus den vier Generalaten der Kroatischen (1538–1878), Slawonischen (1702–1878) sowie Banater (1742–1872) und Siebenbürger Grenze (1764–1851) mit den dazugehörigen Grenzregimentern. Diese Regimenter wurden 1769 mit Nummern versehen und galten als reguläre Infanterie. Grenz-Infanterie und -Kavallerie kämpften daher auch außerhalb der Militärgrenze, etwa im Siebenjährigen Krieg.

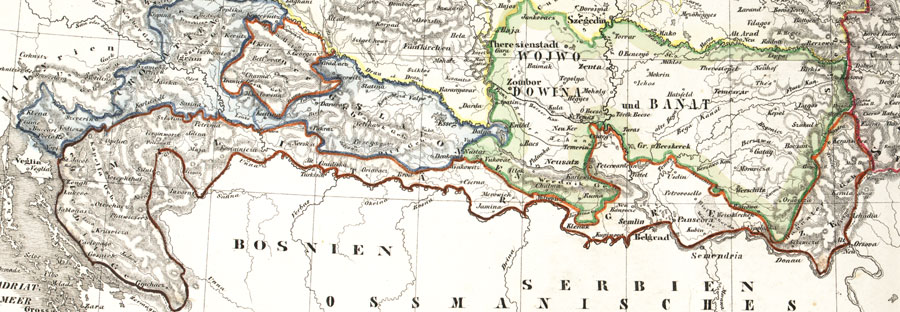
Karte mit dem westlichen Abschnitt der Militärgrenze im 19. Jahrhundert (Kroatische Grenze = braune Umrandung)

## Geschichte

### Errichtung
Mit dem Vormarsch der Osmanen in Südosteuropa im 14. und 15. Jahrhundert sah sich das Königreich Ungarn zu einer militärischen Reorganisation seines Staatsgebietes gezwungen, welche insbesondere die Grenzgebiete umfasste. Schon früher hatte das Banat als Grenzgebiet eine besondere Stellung in der ungarischen Verwaltung. 1435 ließ König Sigismund das sogenannte Tabor, ein militärisches Verteidigungssystem, in Kroatien, Slawonien und Usora anlegen. 1463 gründete König Matthias Corvinus die Banovina von Jajce und Srebrenica, sowie 1469 die militärische Einheit von Senj. Ebenfalls eine wichtige Rolle im Abwehrkampf gegen die Osmanen hatten die Grenzmarken im heutigen Banat. So kam es, dass eigentlich das gesamte ungarische Grenzgebiet zum Osmanischen Reich sich im militärischen Ausnahmezustand befand, bewacht von regulären Truppen und irregulären Einheiten.
Diese Maßnahmen wurden getroffen, um die Verteidigung des Reiches zu verbessern, brachten jedoch nicht den gewünschten Erfolg. Nach der verlorenen Schlacht auf dem Krbava-Feld im Jahr 1493 war der kroatische Adel nicht mehr in der Lage, ohne militärischen Beistand der ungarischen und österreichischen Truppen den osmanischen Vormarsch zu stoppen. Im 16. Jahrhundert stand das politisch in Personalunion zum Königreich Ungarn gehörende Kroatien an vorderster Front zum Osmanischen Reich. Die Osmanen verwüsteten und eroberten in mehreren Feldzügen große Teile Kroatiens und Ungarns, bei denen der König Ludwig von Ungarn in der Schlacht bei Mohács (1526) gegen die Osmanen fiel und das vereinigte Heer von Ungarn und Kroaten aufgerieben wurde.
Im Kampf um die ungarische Krone zwischen Ferdinand I. und Johann Zápolya 1526 wählten Teile des ungarischen Adels und der kroatische Sabor Ferdinand I. zum König von Ungarn. Als Gegenleistung versprach Ferdinand militärische und finanzielle Unterstützung gegen die Osmanen; so etwa dem kroatischen Sabor, dass er ihnen 200 Kavalleristen sowie 200 Infanteristen schicken und weitere 800 Kavalleristen bezahlen würde, die unter dem Kommando der Kroaten stehen würden. Wenig später gründeten die Habsburger die militärische Einheit in Bihać. Kurzfristig betrachtet waren diese Maßnahmen jedoch wenig effektiv, da die osmanischen Truppen im Jahr 1529 die Verteidigungslinien durchbrachen, Buda eroberten und Wien belagern konnten.

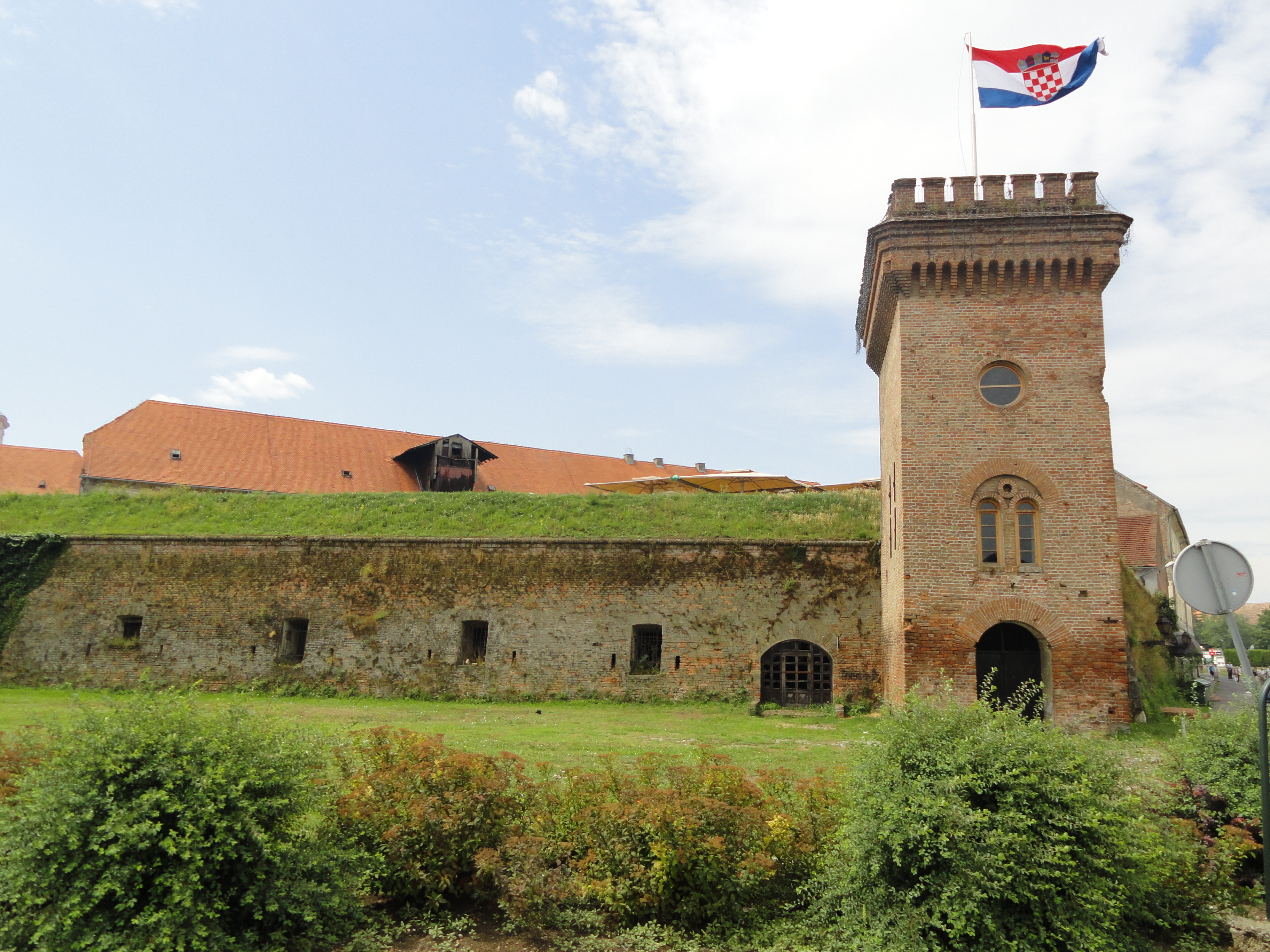
Bastion und Festungsmauer der Festung Tvrđa in Osijek

1553 wurde das Grenzland unter dem Kommandeur Ivan Lenković erstmals reformiert. Das Grenzgebiet wurde geteilt in die Kroatische Grenze (Krabatische Gränitz) und die obere Slawonische Grenze (Windische, Oberslawonische Gränitz).

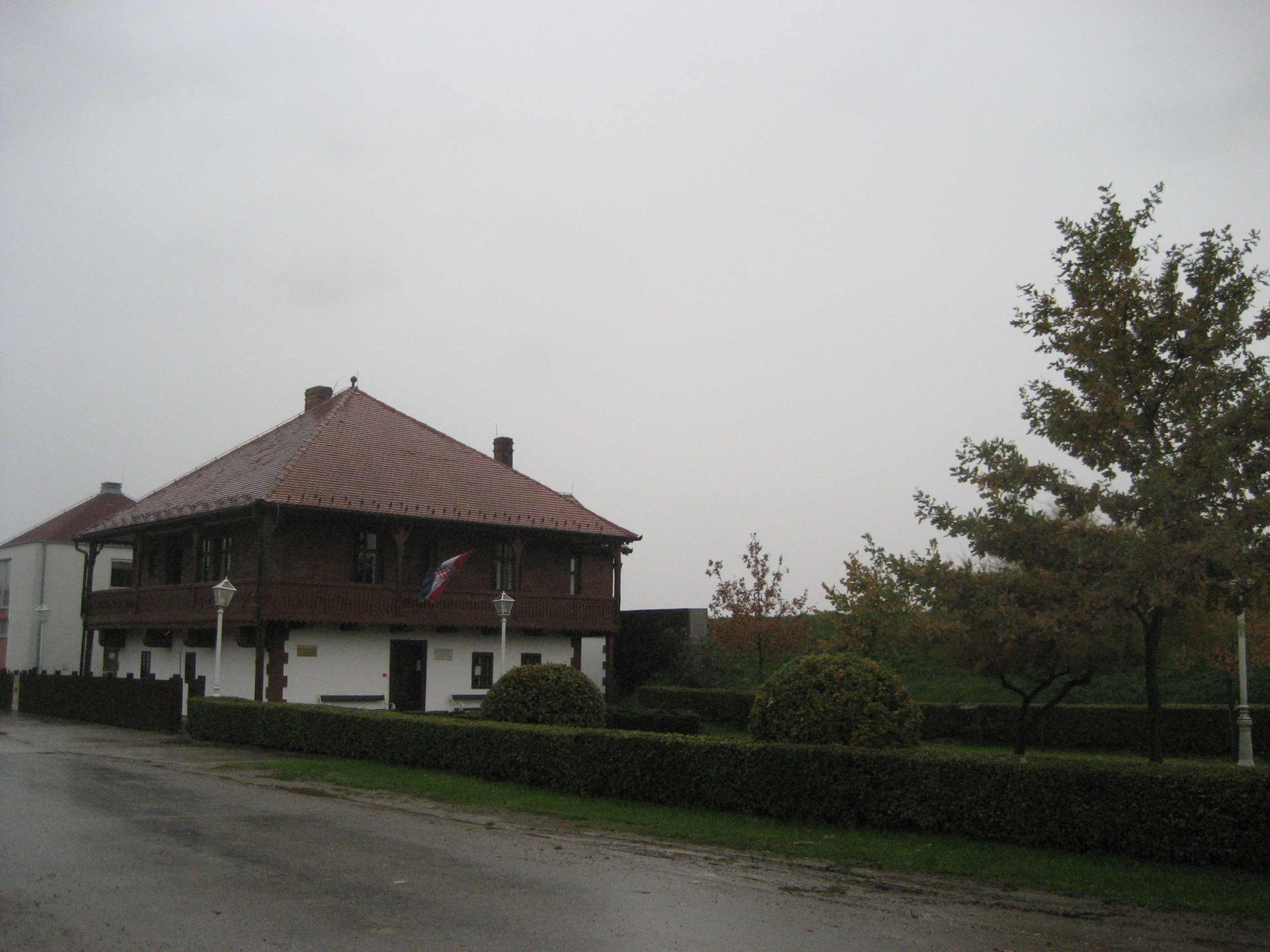
Museum in Županja. Ehemaliges Grenzpostenhaus an der Save

Entlang der Grenze mit dem Osmanischen Reich wurden an der Linie Senj-Otočac-Slunj-Glina-Hrastovica-Sisak-Ivanić-Grad-Križevci-Đurđevac mehrere kleinere Festungsanlagen gebaut. In Ogulin, Hrastovica, Žumberak, Koprivnica und Križevci entstanden größere Festungen. In den kleineren Festungen befanden sich deutsche und kroatische Infanteristen. In den größeren Festungen befanden sich schwere deutsche und leichte kroatische Kavallerie. In das Grenzland wurden gezielt serbische und walachische Wehrbauern angesiedelt, die hauptsächlich aus Geflüchteten bestand.
Diese Maßnahme war für Ferdinand in mehrfacher Hinsicht von Nutzen, da sie ihm einerseits die Macht über diese Flüchtlinge sicherte, die er als Grenzverteidiger einsetzte, andererseits konnte Ferdinand seine Machtposition außerhalb der Einflusssphäre des kroatischen Adels stärken. Die Flüchtlinge unterstanden nicht dem lokalen Adel, sondern direkt den österreichischen Militärbehörden, obwohl das wichtigste Amt des Generals meist in der Hand des kroatischen Hochadels, der Familien Frankopan, Zrinski und Erdődy lag.

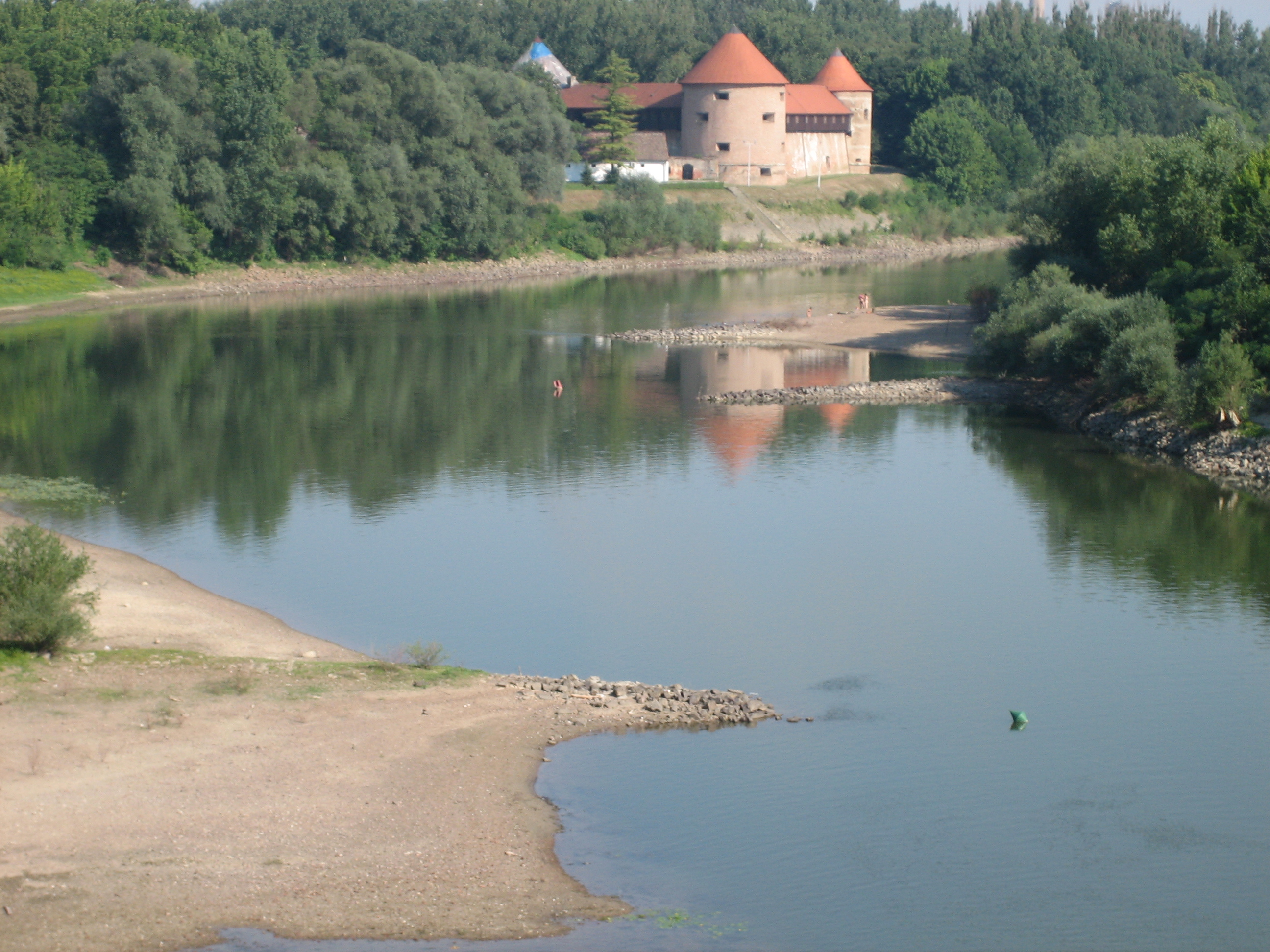
Die Festung Sisak

Für den Grenzausbau war jedoch der seit 1540 von Ferdinand eingesetzte erste Grenzobrist Hans Ungnad verantwortlich. In seiner Stellung war er der oberste Befehlshaber der Grenze in Kroatien, Slawonien und der Meergrenze und für den Einsatz der Truppen, deren Aufteilung an der Grenze, den Zustand der Wehrbauten und Verteidigungsanlagen sowie die Bestückung der Waffenkammern zuständig. Von Senj aus befehligte er die regulären Truppen, die Miliz sowie die Militärkolonisten, die sich in kürzester Zeit einen sehr guten Ruf erwarben. Die gesamte Grenzregion wurde aus dem kroatischen Machtgefüge herausgelöst und unter habsburgisches Kommando gestellt.
Zeughäuser entstanden in Graz (Landeszeughaus) und Ljubljana. Da Innerösterreich und die kroatischen Stände die Kosten der Verteidigung allein nicht zu tragen vermochten, kam ihnen das Reich mit umfangreichen Zahlungen zu Hilfe, der sogenannten Reichstürkenhilfe.
Die Erhaltungskosten der Grenzfestungen überstiegen in den siebziger Jahren des 16. Jahrhunderts bereits 1 Million Gulden pro Jahr.

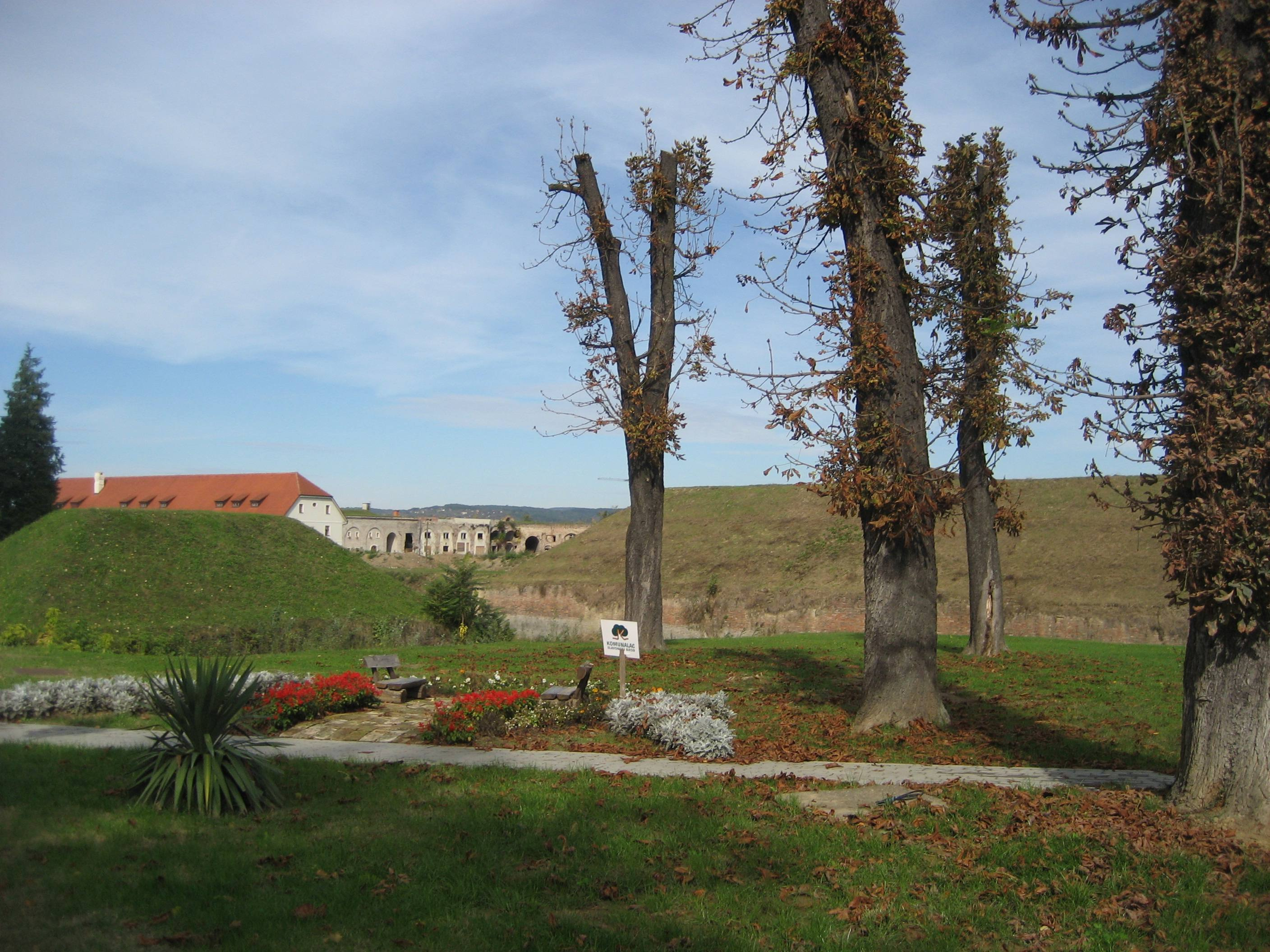
Die Festung Brod, Eingangsbereich

### Türkenkriege
Während der Türkenkriege wurden zeitweilig große Teile Kroatiens von den Osmanen und deren Hilfsvölkern erobert. Während der innerösterreichischen Versammlung in Bruck an der Mur im Jahr 1578 wurde beschlossen, dass alle Länder an den Militärausgaben und der Entwicklung einer militärischen Strategie zur Verteidigung des Habsburger-Reiches teilhaben müssten. Die Adeligen der Steiermark finanzierten die slawonische Militärgrenze, während Oberösterreich, Niederösterreich, Krain, Kärnten und Salzburg für die Kroatische Militärgrenze aufkommen mussten. Am Ende des 16. Jahrhunderts wurde die Kroatische Krajina in Generalat Karlstadt  umbenannt, und um 1630 wurde die Slawonische Krajina zum Generalat Varaždin.

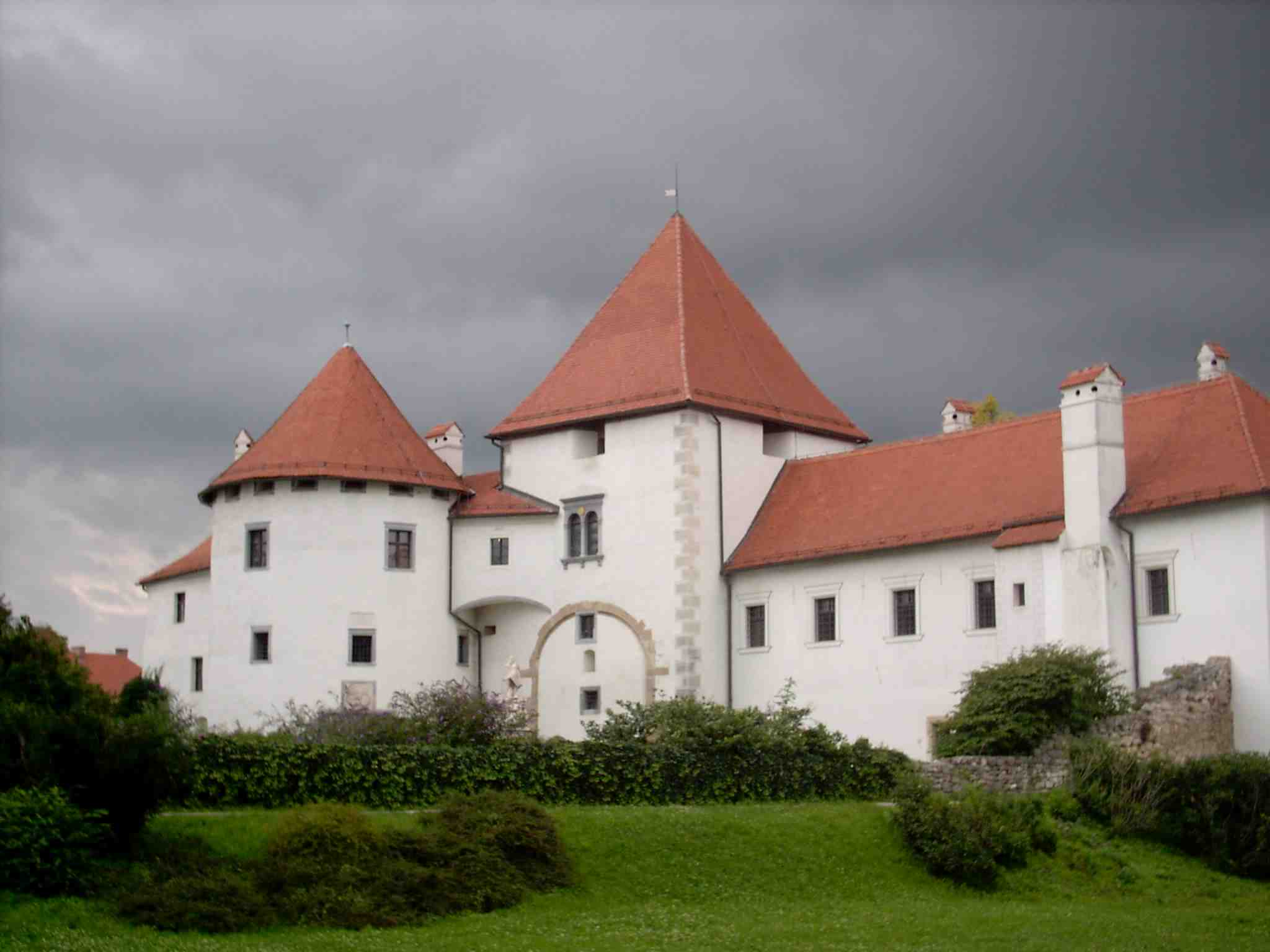
Schloss Varaždin

Während des 16. und 17. Jahrhunderts wurde das militärische Oberkommando dem kroatischen Ban und dem Sabor entzogen und stattdessen dem Oberkommando Erzherzog Karls und dem Kriegsrat in Graz übergeben. Trotz der finanziellen Unterstützung des innerösterreichischen Adels war die Finanzierung der Militärgrenze wenig effektiv. Die Militärführung in Graz traf die Entscheidung, andere Lösungen als den bisherigen Einsatz von Söldnern zu testen. 1630 beschloss der Kaiserrat, Land und bestimmte Privilegien für Siedler im Grenzgebiet zu gewähren. Ebenso wurde die lokale Bevölkerung durch die Gewährung von Privilegien zum Bleiben angeregt. Im November 1630 verkündete der Kaiser das sogenannte Statuta Wallachorum, das den Status der Siedler aus dem Osmanischen Reich (Serben, Kroaten, Walachen) festlegte. Der Walachen-Status wurde dabei an die Verwaltung des Osmanischen Reiches angelehnt, in der es freie, d. h. Grundherren nicht verpflichtete, christliche Bauern gab; diese wurden als Walachen bezeichnet, im Gegensatz zu den abgabepflichtigen Reâyâ.

### Nach dem Frieden von Karlowitz
Das 17. Jahrhundert war an der Militärgrenze relativ friedlich. Nach der Schlacht am Kahlenberg im Jahr 1683 ebbten die Türkenkriege ab und ein Großteil Kroatiens war befreit. Verlauf und Lage der Militärgrenze wurde dem wechselhaften Kriegsglück nach dem jeweiligen Grenzverlauf angepasst. So wurden Teile des Banats und die strategisch wichtige Stadt Belgrad wiederholt erobert und von den Osmanen wieder rückerobert.
Nach 1741 wurde die 1702 gebildete Theiß-Maroscher Militärgrenze (Potiska i Pomoriska vojna granica) aufgelöst bzw. verlegt und ab 1764 die Grenzbezirke entlang der Donau ausgebaut. Die österreichische Militärgrenze wurde damit von der kroatischen Küste über das Banat bis nach Siebenbürgen erweitert.
Zwischen 1851 und 1881 wurde die Militärgrenze aufgelöst und den zivilen Behörden Ungarns bzw. des zum Königreich Ungarn gehörenden autonomen Königreiches Kroatien-Slawoniens unterstellt.
Als Militäreinrichtung hatte sich die Grenze schon mangels fortbestehender osmanischer Bedrohung überlebt, aber ihre spurlose Überführung in ungarische bzw. kroatisch-slawonische Strukturen entzog Wien ein weiteres Mal die bis dahin bestehenden Zugriffsrechte. Das zur westlichen, österreichischen Reichshälfte gehörende Königreich Dalmatien hatte in den Augen der Zentralregierung angesichts der langen Küste einen beachtlichen strategischen Wert.

## Bevölkerung

### Ethnien
Die Bevölkerung der Militärgrenze setzte sich größtenteils aus Serben, Kroaten, Rumänen und anderen orthodoxen Christen zusammen. Einen anderen Teil der Bevölkerung stellten Deutsche und Ungarn, darüber hinaus Walachen, Bulgaren, Morlaken, Albaner, Mazedonier, Bosnische Serben, Serbische Montenegriner und Slowenen.
In der Militärgrenze siedelten in erster Linie Serben und Kroaten. Sie waren von Abgaben befreit, lebten im Verband der Großfamilie und leisteten Wach- und Kriegsdienste. Die Ansiedlung deutschsprachiger und anderer römisch-katholischer, später auch evangelischer Siedler erfolgte im Bereich des Deutsch-Banater Grenzregiments mit Stabsort Pantschewo/Pančevo.

### Konfessionen
Zählungen aus dem 18. und 19. Jahrhundert brachten folgende Ergebnisse:
Gemäß der Zählung von 1790 bestand die Bevölkerung der damaligen Militärgrenze aus 51,7 % orthodoxen Christen, 45,2 % Katholiken und 3,1 % Calvinisten sowie 42,4 % Serben, 35,5 % Kroaten, 9,7 % Rumänen, 7,5 % Ungarn und 4,8 % Deutschen.
Gemäß der Zählung vom 31. Oktober 1857 lebten in der kroatischen und slawonischen Militärgrenze 675.817 Menschen, wovon 58,8 % Katholiken, 40,3 % orthodoxe Christen, 0,8 % evangelische Christen waren. Spätere Zählungen der Bevölkerung gaben ein ähnliches Bild.
In den Gebieten um
- Otočac, Ogulin, Križevci, Đurđevac, Slavonski Brod und Gradiška bildeten Katholiken die Mehrheit,
- in Petrovaradin und der Lika die orthodoxen Christen.
- In Slunj lebten etwa gleich viele Katholiken wie Orthodoxe.

Gemäß der derzeit überwiegend herrschenden Meinung der internationalen Geschichtswissenschaft fand die Bildung der Nationen in den südslawischen Staaten größtenteils nach der konfessionellen Zugehörigkeit statt. Die Sprachen und nationalen Bräuche spielten erst später in der Phase der ethnisch-konfessionellen Differenzierung eine bedeutendere Rolle. Aus diesem Grund traten die serbische und kroatische Nation auf dem Gebiet der kroatischen und slawonischen Militärgrenze erst in der zweiten Hälfte des 19. Jahrhunderts auf.

### Besonderheiten
Als Ausgleich für die Wehrpflicht gab es für die Grenzer die Privilegien der Steuer- sowie der Religionsfreiheit. Die Zivilbehörden waren an Weisungen des Militärkommandanten gebunden, der direkt dem Herrscher unterstellt war. Die allgemeine Schulpflicht gab es hier erst ab 1826, nachdem sie in Zivilkroatien bereits 1774 durch Maria Theresia eingeführt worden war.

## Struktur und Bedeutung

### Organisation
Das Grenzgebiet war in unterschiedliche Lehen aufgeteilt, für Infanterie, für Soldaten, für Offiziere. Die Grenzlehen wurden zur freien Nutzung verliehen. Bei Alarm hatten sich die Männer ab 17 Jahren in den Alarmstationen einzufinden. Die einzelnen Lehen durften weder geteilt noch vergrößert werden. Kriegsuntauglichen wurden keine Lehen vererbt oder geschenkt. Das Einkommen aus der freien Nutzung der Lehen nahm die Stelle des Wehrsoldes ein.
Unter Maria Theresia erlangte die Militärgrenze eine perfekte Organisation. Die Grenzer wurden in Regimentern zusammengefasst. Ein Regiment umfasste ein genau abgestecktes Gebiet. Die Grenzer waren Bauernsoldaten. Ein Drittel der Wehrbauern versah 135 Diensttage gegen Sold auf Wache oder in Manövern, die Restzeit stand zur Bestellung der Felder frei. Zwei Drittel waren in Friedenszeiten ganz frei für die Feldarbeit. Jedes Grenzhaus genoss Steuerermäßigung. Bei Alarm und in Kriegszeiten fanden sich sämtliche Waffenträger ab 17 Jahren binnen weniger Stunden in den Alarmstationen ein.
Die Offiziere der Militärgrenze waren nicht nur Befehlshaber, sondern auch Verwaltungsbeamte. Die Befehls- und Verwaltungssprache war Deutsch. Das Schulwesen umfasste jeden Ort der Militärgrenze. Jedes Grenzerkind lernte neben seiner Muttersprache auch Deutsch. Die Zahl der Magyaren und Szekler, Kroaten und Serben sowie die der Rumänen, die in den Grenzregimentern dienten, war erheblich.

### Verwaltung
Die Militärgrenze verwaltete sich selbst und hatte eine eigene Gerichtsbarkeit. Sie unterstand zuerst den habsburgischen innerösterreichischen Zentralbehörden in Graz, ab 1705
dem Hofkriegsrat in Wien. Ab 1849 war die in vier Generalate unterteilte Grenze ein eigenes Kronland, sie wurde allerdings bis 1881 schrittweise aufgelöst. An anderer Stelle wurde die Militärgrenze nicht ausdrücklich als Kronland bezeichnet, sondern als ein Gebiet „ausgestattet mit Souveränitätsrechten, wie sie nur einem politisch selbstständigen Territorialbereich eigen sind“. Die von der Türkenbedrohung nach Südungarn eingewanderten und nach der Wiedereroberung Belgrads 1690 dorthin geflüchteten Serben erhielten nach der Niederschlagung der Ungarischen Revolution 1848 ihr eigenes Kronland Woiwodschaft Serbien und Temeser Banat, das diesen Status bis 1860 behielt.

### Militärische Bedeutung
Zu Zeiten ihrer größten Ausdehnung von 1764 bis 1851 war die Grenze mit bis zu 17 Regimentern (bestehend aus je vier Bataillonen) mit etwa 17.000 Mann ständig besetzt. Jedoch wird die Rolle der Grenzbesatzung und der Wehrbauern aus dem Gebiet der Militärgrenze bei größeren Schlachten, in denen die Osmanen aufgehalten, zurückgeschlagen oder zurückgedrängt wurden, von international relevanten Historikern in ihrer Bedeutung als wenig oder kaum bedeutsam gewertet. Die Militärgrenze diente eher als eine Region lokaler Abrechnungen mit dem Haidukentum ohne eine wirkliche Auswirkung auf das militärische Kräfteverhältnis in den christlich-türkischen Kriegen.
Größte Bedeutung hatte die Militärgrenze als kostengünstiges Reservoir von Soldaten, die vorwiegend im Dienst der Habsburger auf anderen europäischen Schlachtfeldern als der Verteidigung des Reiches vor den Osmanen dienten.
- Während des Dreißigjährigen Krieges waren die Kroatischen Reiter berühmt-berüchtigte Söldner der kaiserlichen Truppen auf zahlreichen europäischen Schlachtfeldern.[11]
- Die militärische Macht und somit die vom Osmanischen Reich ausgehende Gefahr endete bereits nach den großen Schlachten Ende des 17. und Anfang des 18. Jahrhunderts. Hierbei hatten die Truppen aus der Militärgrenze nur eine geringe militärische Bedeutung, eine Einschätzung, die nicht durchgängig geteilt wird.[12]
- Die Hauptlast und Hauptverdienste bei der Verteidigung Österreich-Ungarns trugen die gut ausgerüsteten kaiserlichen Heere. Diese setzten sich vorwiegend aus Söldnern aus vielen Teilen Europas und somit völlig unterschiedlicher ethnischer Herkunft zusammen.

Neben einer militärischen war es auch eine gesundheitspolitische Grenze: In regelmäßigen Abständen gab es Quarantänestationen, vor allem zum Schutz gegen die Ausbreitung der Pest.

## Kroatische Grenze
Die kroatische Militärgrenze (kroatisch Hrvatska Vojna krajina) wurde während der Personalunion Kroatiens mit dem Königreich Ungarn nach ursprünglicher Initiative von Ferdinand I. 1538 gebildet.
Sie bestand aus dem Varaždiner Grenzland (Bilogora und Podravina), dem Grenzland von Karlovac (Lika und Kordun) und dem Zagreber Grenzland (Banija/Banovina).
Die kroatische Militärgrenze existierte in unterschiedlichen Formen bis 1878 bzw. 1882, als das Gebiet in das Königreich Kroatien und Slawonien eingegliedert wurde.

### Geografie
Dieser Teil der Militärgrenze umfasste die historischen Regionen der Lika, Kordun und Banija (Banovina) und grenzte am Adriatischen Meer an die Republik Venedig im Süden, Habsburger Kroatien im Westen, und das Osmanische Reich im Osten.
Es grenzte an die Slawonische Militärgrenze nahe der Mündung der Una in die Save. Wie der Rest der Militärgrenze existierte es bis in das späte 19. Jahrhundert als politische Einheit.

### Grenzinfanterie-Regimenter
- Karlstädter Grenzland (Karlovac)

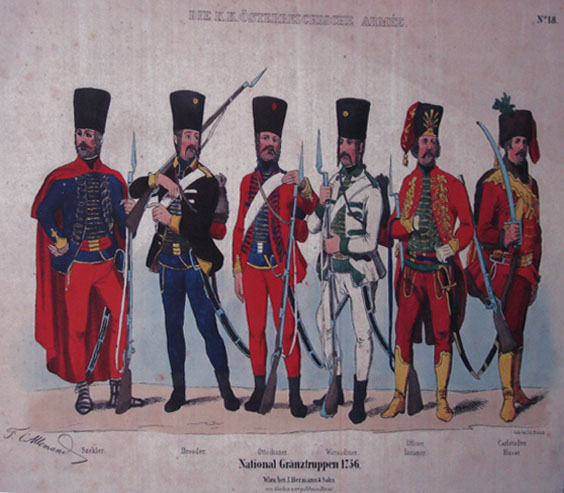
Szekler, Broder, Ottochaner, Warasdiner, Likaner und Karlstädter Grenzregiment um 1756

  - I. Likaner Regiment (Lika) (ab 1769: No. 60)
  - II. Ottochaner Regiment (Otočac) (No. 61)
  - III. Oguliner Regiment (Ogulin) (No. 62)
  - IV. Szluiner Regiment (Slunj) (No. 63)
- Warasdiner Grenzland (Varaždin)
  - V. Kreutzer Regiment (Križevci) (No. 64)
  - VI. St. Georger Regiment (Đurđevac) (No. 65)
- Banaler Grenzland (Banska krajina) (Banovina)
  - X. Erstes Banater Regiment (Glina) (No. 69)
  - XI. Zweites Banater Regiment (Petrinja) (No. 70)

## Slawonische Grenze

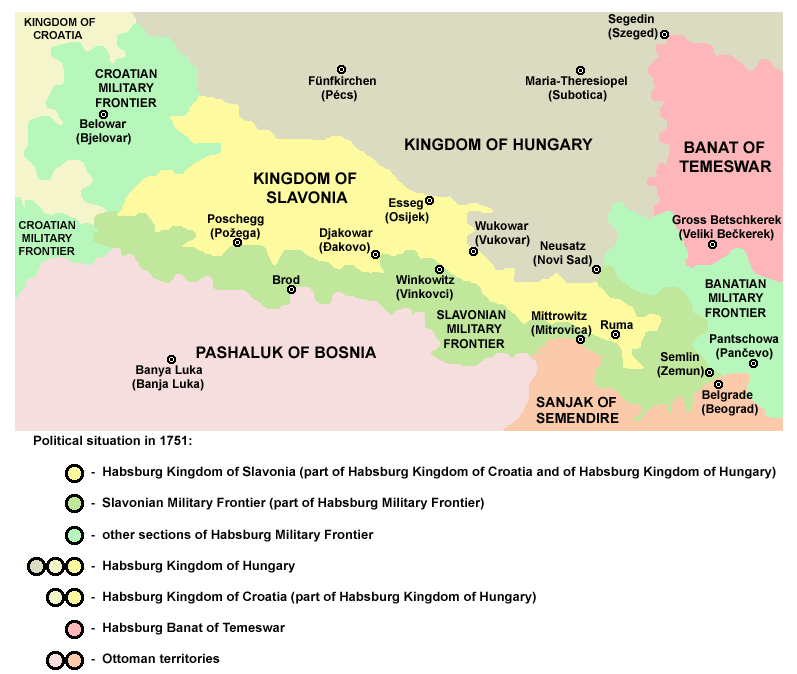
Slawonische Militärgrenze im Jahr 1751

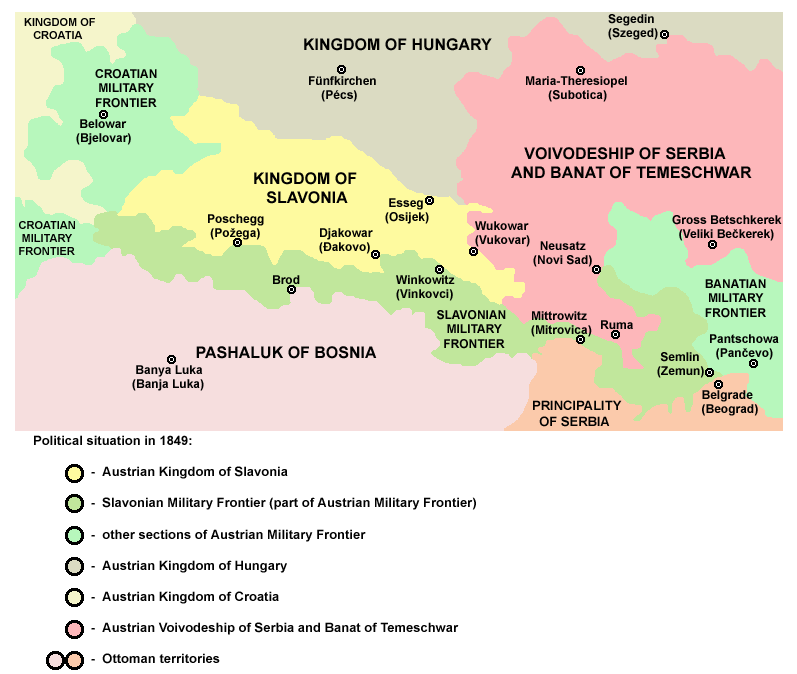
Slawonische Militärgrenze im Jahr 1849

Die slawonische Militärgrenze (kroatisch Slavonska Vojna krajina) wurde 1702 auf den Gebieten, welche die Habsburger von den Osmanen zurückerobert hatten, einschließlich des Südens Slawoniens und Syrmiens errichtet. Es befand sich größtenteils im Osten Kroatiens und teilweise in der Vojvodina. Sie existierte in unterschiedlichen Formen bis 1878 bzw. 1882, als das Gebiet in das Königreich Kroatien und Slawonien eingegliedert wurde.

### Geografie und Bevölkerung
Im Jahr 1849 grenzte dieser Teil der Militärgrenze an das Fürstentum Serbien und das Osmanische Bosnien im Süden, die Banater Militärgrenze im Osten, Slawonien und die Vojvodina im Norden sowie die Kroatische Militärgrenze und Zivil Kroatien im Westen.
Zu den bedeutendsten Orten in der Slawonischen Militärgrenze zählten Vinkovci, Nova Gradiška, Slavonski Brod, Petrovaradin, Sremski Karlovci, Stara Pazova, Zemun und Sremska Mitrovica.
Bei der Volkszählung von 1820 lebten in der Slawonischen Militärgrenze insgesamt 117.933 Katholiken und 117.274 Orthodoxe Christen.

### Grenzinfanterie-Regimenter
Die Slawonische Grenze war in das Regiment Gradiška, Brod und Petrovaradin unterteilt. Der Verwaltungssitz des Broder Regiments befand sich in Vinkovci.
- VII. Broder Regiment (Slavonski Brod) (1769: No. 66)
- VIII. Gradiskaner Regiment (Nova Gradiška) (No. 67)
- IX. Peterwardeiner Regiment (Petrovaradin) (No. 68)

## Banater Grenze

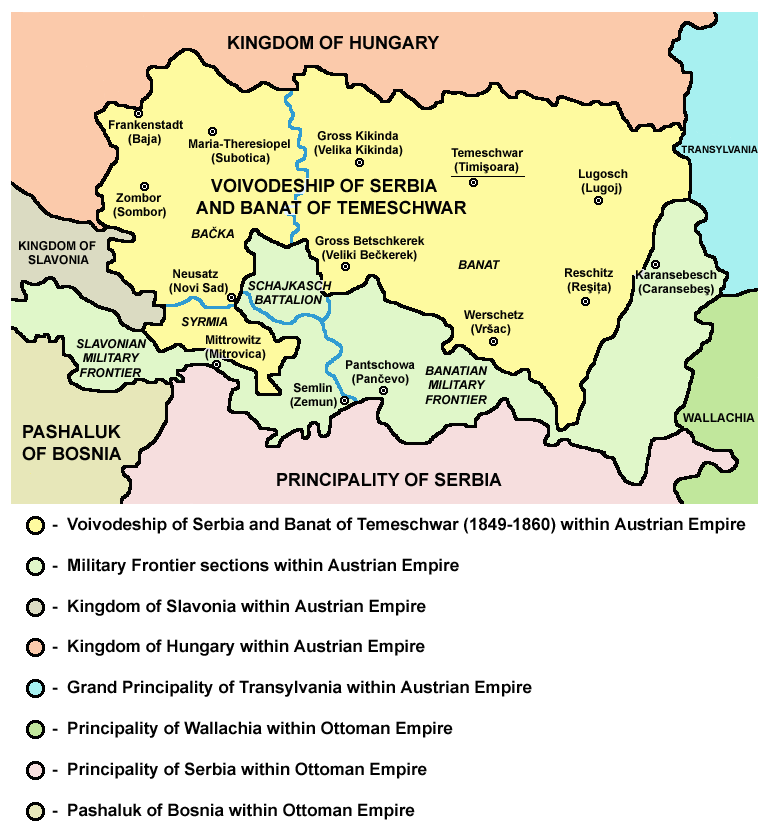
Karte der Banater Militärgrenze im Jahr 1849

Die Banater Militärgrenze (kroat. und serb. Banatska vojna krajina) existierte von 1764 bis 1872 in der Region Banat (heute in Rumänien) und der Vojvodina (heute in Serbien).

### Geografie und Bevölkerung
Die Banater Militärgrenze war ein Gebiet, das von Serben (illyrische Bevölkerung oder auch Raizen genannt), Deutschen und Rumänen (Walachen) bewohnt wurde. Zur Banater Militärgrenze gehörte auch der südöstliche Teil der Batschka.
Das Militärgrenzgebiet grenzte im Süden an das Osmanische Reich (ab 1833 an das Fürstentum Serbien), im Norden an das Temescher Banat (von 1849 bis 1860 an die Woiwodschaft Serbien und Temeser Banat, ab 1860 an die Komitate Torontál und Temes), im Nordosten an die Siebenbürger Militärgrenze, an das Großfürstentum Siebenbürgen (Komitat Hunyad) und an die Komitate Krassó und Szöreny, im Südosten an das Fürstentum Walachei (ab 1859 Fürstentum Rumänien) und im Westen an die Slawonische Militärgrenze.
Zu den bedeutendsten Orten der Banater Militärgrenze gehörten Pančevo, Bela Crkva, Titel, Žabalj, Alibunar, Kovin, Caransebeș.

### Geschichte
Das Gebiet der Militärgrenze wurde in den wallachischen, illyrischen und in den deutschen Regimentsbezirk eingeteilt, die jeweils ein Grenz-Infanterie-Regiment der kaiserlich-königlichen Armee stellten (Deutsch-Banater Grenzregiment Nr. 12, Romanen-Banater Grenzregiment Nr. 13, Serbisch-Banater Grenzregiment Nr. 14).
Bereits im Mai 1764 begann auf kaiserliche Weisung die Werbung in den Invalidenhäusern von Wien, Pest, Prag und Pettau. Parallel dazu verfasste die Ansiedlungskommission unter dem Grafen Villars einen Bericht über die zu besiedelnden Orte. Der in Vorschlag gebrachte Bezirk lag im äußersten Südwesten des Banats an der Donau und an der Temesch. Zunächst sollten für sie keine neuen Siedlungen neben oder an Stelle der bestehenden serbischen Orte errichtet werden. Dazu musste der größte Teil der ansässigen Serben ins Innere des Landes umgesiedelt werden, denn eines der wichtigsten Ziele der Errichter der Banater Militärgrenze war, die Grenzorte mit katholischen Veteranen zu besiedeln. Obwohl die Landesadministration Einspruch erhob, setzte sich der Hofkriegsrat durch, und die Serben wurden umgesiedelt, teils ins Innere des Distriktes Pantschowa, teils in die Gebiete der Militärgrenze, die dem Walachisch-Illyrischen Regiment vorbehalten waren. Einer der Hauptgründe für die Transferierung der Serben waren neben den sicherheitspolitischen auch fiskalische Überlegungen. Denn so war die Ansiedlungskommission in der Lage, ohne umfangreiche Vorbereitungen und erhebliche Vorleistungen die Veteranen in den bestehenden Orten anzusiedeln.
Jedem Kolonisten wurden eigene Häuser und Wirtschaften zugeteilt. Allerdings waren dies keine unentgeltlichen Zuteilungen, sondern sie erfolgten im Rahmen des gleichen Antizipationssystemes wie im kameralen Banat. Die Grundstücke, die die Ansiedler erhielten, wurden ihnen als Militärgrenzlehen zugeteilt.
Bis zur Beendigung der Ansiedlung erhielten die Invaliden und Heeresentlassenen an der Militärgrenze ihren Sold wie bisher. Den Hausbau besorgten sie selbst, wurden dafür aber zusätzlich entlohnt. Die Baumaterialien wurden den Ansiedlern unentgeltlich zugewiesen, ebenso wie die erste Aussaat und ausgediente Kavalleriepferde für die Landwirtschaft. Erst 1769 wurden die Ansiedler im Deutsch-Banater Militärgrenzbezirk zum regulären Kordondienst herangezogen. Trotz umfangreicher Planungen durch den Hofkriegsrat wurden bis 1770 keine Orte im Ansiedlungsbezirk grundlegend verändert oder neu gebaut. Diese Aufgaben blieben der spättheresianischen und josefinischen Siedlungsperiode vorbehalten. Insgesamt wurden zwischen 1765 und 1770 innerhalb der ersten Periode der Errichtung der Banater Militärgrenze zwölf Orte mit deutschen Veteranen, Invaliden und Heeresentlassenen besetzt.
Die Banater Militärgrenze wurde 1871/72 nicht ohne den Unmut der Teile der Bevölkerung, die einen Verlust ihrer Privilegien fürchteten, aufgelöst. Anzunehmen ist allerdings, dass etliche Einwohner des Grenzgebiets unter dem nach der Ungarische Revolution 1848/1849 eingeführten strengen Regiment der Militärverwaltung litten. So öffnete das spezielle Militärstrafrecht der Region willkürlichen und raschen Gerichtsurteilen Tür und Tor; Petitionen waren zudem nur in mündlicher Form zugelassen. Geldstrafen als mildere Strafmaßnahmen gab es nicht, dafür nur Haft- und Körperstrafen. Der Delinquent wurde nach erfolgtem Urteil sogleich von einer Patrouille abgeführt. Kerker- oder Todesstrafen mussten hingehen vom Kriegsministerium in Wien bestätigt werden. Trotz der Militärstrafgesetzgebung wurden die Richter der Gemeinden von der Bevölkerung gewählt.
Um das Grenzregiment aufzulösen, reiste Kaiser Franz Joseph I. in Begleitung der Grafen Menyhért Lónyay und Gedeon Ráday sowie mit Ferenc Deák und Zsigmond Ormós persönlich nach Weisskirchen, wo ihn der königliche Kommissär Freiherr Anton von Scudier empfing. Der Hintergrund für den royalen Auftritt scheint der Widerstand innerhalb der Grenzoffizierskreise gegen die Vollstreckung der Auflösungsverordnung gewesen zu sein. Zumindest war Franz Joseph I. zu Ohren gekommen, dass die Bevölkerung der Grenzregion gegen eine Auflösung der Militärgrenze sei, weshalb er mit dieser in Kontakt kommen wollte. Die Offiziere beabsichtigten infolgedessen gar, die serbische Bevölkerung dazu zu bewegen, eine größere Deputation vor dem Monarchen erscheinen zu lassen, um das Vorhaben zu verhindern. Scudier behalf sich vor diesem Hintergrund damit, selbst eine Deputation von 24 Karlsdorfer Landwirten zu schicken. Dieser stand der in Karlsdorf eingesetzte Richter Mathias Schneider vor, der vom Kaiser für sein Engagement in dieser Sache später mit dem „Goldenen Verdienstkreuz mit der Krone“ ausgezeichnet werden sollte. Als die Deputation zum Aufenthaltsort des Kaisers aufgebrochen war, soll es zu emotionalen Szenen gekommen sein. Beim Pulverturm der Stadt Weisskirchen hatten 30–40 Offiziere Stellung genommen, um die Deputation banater Schwaben notfalls mit Gewalt aufzuhalten. Der dem Militär vorstehende General zwang Schneider dazu, vom Wagen abzusteigen und forderte den Richter mit Nachdruck dazu auf, für eine weiterhin bestehende Militärgrenze einzutreten. Die Forderung wurde mit der Drohung unterstrichen, es solle ansonsten „Blut für Blut fliessen“. Nachdem Schneider den General angehört hatte, entgegnete er der Überlieferung zufolge: „Nein! Die Militär-Herrschaft muss ein Ende nehmen!“ Offenbar hatte dies Eindruck gemacht und so soll der General seinen Federhut auf den Boden geworfen haben, sodass die Deputation trotz der sich zum Kampf bereitmachenden Offiziere unbehelligt passieren konnte. Vor dem Weisskirchener Stadthaus, wo sich bereits eine große Menschenmenge versammelt hatte, konnte nun die öffentliche Proklamation der Auflösung der Militärgrenze erfolgreich vollzogen werden, indem Mathias Schneider im Dialog mit dem Kaiser eine Rede hielt. Scudier wurde nun mit der Abwicklung der Militärgrenze betraut, pensionierte oder versetzte die Offiziere, zog die Waffen der Grenzer ein und hob die Militärverwaltung auf. Die Regimenter wurden im November 1872 aufgelöst und ihre Regimentsbezirke den Ergänzungsbezirken der Infanterieregimenter Nr. 29 (Bezirkskommando in Groß-Betschkerek), Nr. 61 (Bezirkskommando in Temesvár) und Nr. 43 (Bezirkskommando in Karansebesch) zugeteilt.

### Grenzinfanterie-Regimenter
- XII. Deutsch-Banater Regiment (1769: No. 71)
- XIII. Walachisch-Illyrisches Regiment (No. 72)

## Siebenbürger Grenze

### Geschichte
Die Siebenbürger Militärgrenze bestand aus der Szekler (1764) und Walachischen (1766) Grenze und ging bereits 1851 im Großfürstentum Siebenbürgen auf.

### Grenzinfanterie-Regimenter
- XIV. Erstes Szekler Regiment (No. 73)
- XV. Zweites Szekler Regiment (No. 74)
- XVI. Erstes Walachisches Regiment (No. 75)
- XVII. Zweites Walachisches Regiment (No. 76)

Zudem existierte das Tschaikisten-Bataillon (Titler Grenzbataillon).

## Kavallerie-Regimenter
Für die Militärgrenze wurden spezielle Kavallerie-Regimenter der kaiserlich-habsburgischen Armee errichtet, die nicht den Namen eines Regimentsinhabers (soweit ein solcher vorhanden war), sondern eine regionale Bezeichnung führten:
- Banal-Husaren-Regiment
- Banater Grenz-Husaren-Division
- Carlstädter Grenz-Husaren-Regiment
- Kroatisch-Slawonisches Grenz-Husaren-Regiment
- Slawonisches Grenz-Husaren-Regiment
- Syrmisches Grenz-Husaren-Regiment
- Warasdiner Grenz-Husaren-Regiment

## Historische Monographien
- Ignaz de Luca: Von der Milizgrenze. In: Geographisches Handbuch von dem Oestreichischen Staate. 4. Band:  Ungern, Illyrien, und Siebenbürgen. Verlag J. V. Degen, Wien 1791, S. 459–479 (Google eBook).
- Friedrich Wilhelm von Taube: Historische und geographische Beschreibung des Königreiches Slavonien und des Herzogthumes Syrmien. Band 1, Leipzig 1777 (Google Buch); Band 2, 1777 (Google Buch); Band 3, 1778 (Google Buch).